# Verguleasa
Verguleasa es una comuna ubicada en el distrito de Olt, Rumania.

## Superficie
Posee una superficie de 61,04 kilómetros cuadrados.

## Demografía
Hasta 2021 la población era de 2836 habitantes, con una densidad de población de 46,46 habitantes por kilómetro cuadrado.